# Моргунов Евгений Владимирович, ученый-экономист
Автор более 130-ти научных публикаций по тематике: экономика и управление энергетическим сектором, экономическая политика и государственное управление, корпоративное управление, управление собственностью, инновационная экономика, человеческое развитие, качество и образ жизни. В 2002 году защитил кандидатскую диссертацию по специальности 08.00.05 на тему «Институционализация горной ренты (на примере нефтегазового сектора народного хозяйства России)». В 2003 году ВАКом России присвоена ученая степень кандидата экономических наук. Долгое время работал под руководством: Львов, Дмитрий Семёнович (экономист), позже - Петраков, Николай Яковлевич. В научном отношении старается придерживаться принципов Neo-libertarianism , впрочем, осознавая их утопичность в современной реалии мира, но возводя в ранг идеальных отношений.